# 延日盧氏
延日盧氏（ヨニルロし、연일노씨）は、朝鮮の氏族の一つ。本貫は慶尚北道浦項市である。2015年の調査では、42人である。
始祖は、中国・唐の翰林学士を務めていた時に新羅に派遣された盧穂の息子の盧増の息子の盧慶齢である。盧増は新羅時代に功を挙げたことから延日伯に封じられ、息子の盧慶齢が延日盧氏を創始した。
光州盧氏、交河盧氏、豊川盧氏、長淵盧氏、安東盧氏、安康盧氏、平壌盧氏、谷山盧氏と共に盧氏中央宗親会をなしている。